# آی‌سی‌تی‌وی
آی‌سی‌تی‌وی (انگلیسی: ICTV) شرکت رسانه‌ای اوکراینی است، که در سال ۱۹۹۲ توسط ویکتور پینچاک تأسیس شد.